# Crucero de San Blas
Crucero de San Blas är en ort i Mexiko.   Den ligger i kommunen San Blas Atempa och delstaten Oaxaca, i den sydöstra delen av landet, 500 km sydost om huvudstaden Mexico City. Crucero de San Blas ligger 26 meter över havet och antalet invånare är 131.
Terrängen runt Crucero de San Blas är platt, och sluttar österut. Runt Crucero de San Blas är det ganska tätbefolkat, med 179 invånare per kvadratkilometer. Närmaste större samhälle är Salina Cruz, 12,4 km söder om Crucero de San Blas. Omgivningarna runt Crucero de San Blas är en mosaik av jordbruksmark och naturlig växtlighet.